# Hiéroglyphe égyptien E33
Pour les articles homonymes, voir Singe (homonymie).
Le singe, en hiéroglyphes égyptiens, est classifié dans la section E « Mammifères » de la liste de Gardiner ; il y est noté E33.

## Représentation
Il représente un singe du type cercopithèque. 

## Utilisation
| g · f | E33 |

| g · f | E33 |